# Мілош Котерец
Мілош Котерец (словац. Miloš Koterec; нар. 11 жовтня 1962, Партизанське) — словацький політик і дипломат, у 2004—2009 роках депутат Європейського парламенту. Постійний представник Словаччини при Організації Об'єднаних Націй (2009—2012).

## Життєпис
Народився 11 жовтня 1962 року в Партизанське. Закінчив факультет електротехніки та комп'ютерних наук Словацького технічного університету в Братиславі, потім вивчав зовнішню торгівлю в Економічному університеті в Братиславі, а також міжнародні відносини та право в Університету Коменського в Братиславі.
У 1989—1993 рр. працював асистентом у Словацькому технічному університеті. У 1993 році почав працювати в Міністерстві закордонних справ Словаччини. У 1995—1999 роках був 2-м і 1-м секретарем у постійному представництві Словаччини при ООН, потім повернувся на роботу в Міністерство закордонних справ, в тому числі як голова департаментів ОБСЄ, роззброєння та Ради Європи. У 2003 році він був тимчасовим повіреним у справах постійної місії Словаччини при НАТО. У 2004 році був обраний депутатом Європейського парламенту від партії «Напрямок — соціал-демократія». Він був у Комітеті з регіонального розвитку та в делегаціях: з питань зв'язків з Парламентською асамблеєю НАТО, а також з Австралією та Новою Зеландією, будучи віцеголовою останньої делегації (2007—2009).
У 2009—2012 рр. — Постійним представником Словаччини при Організації Об'єднаних Націй, у ранзі надзвичайного та повноважного посла.
З 2012 року — став заступником міністра оборони Словаччини.